# Список дипломатичних місій Белізу
Список дипломатичних місій Белізу — Беліз має незначну кількість дипломатичних місій за кордоном. У країнах-членах організації Британська співдружність його дипломатичні місії «вищій комісар» у ранзі посла.

## Європа
- Австрія, Відень (посольство)
- Бельгія, Брюссель (посольство)
- Італія, Рим (посольство)
- Велика Британія, Лондон (вищий комісаріат)

## Америка

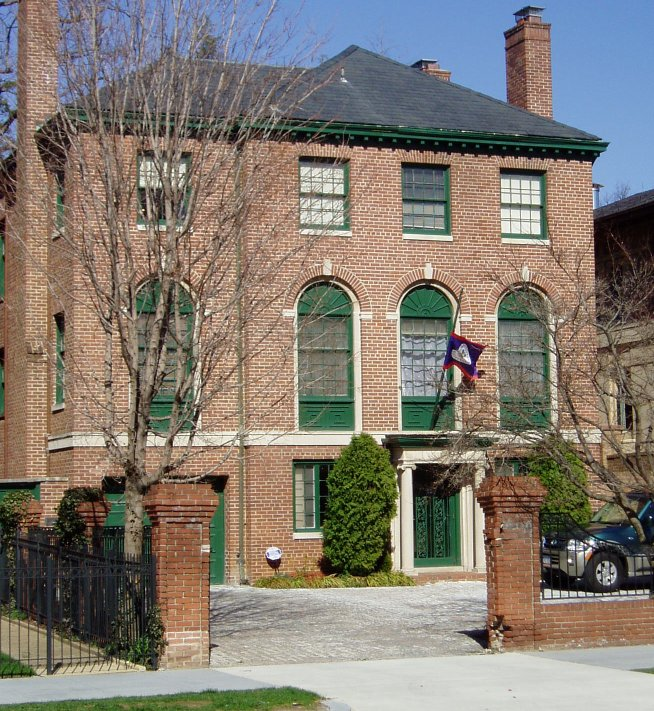
Посольство Белізу у Вашингтоні

- Куба, Гавана (посольство)
- Домініканська Республіка Домініканська Республіка, Санто-Домінго (посольство)
- Сальвадор, Сан-Сальвадор (посольство)
- Гватемала, Гватемала (посольство)
- Гондурас, Тегусігальпа (посольство)
- Мексика, Мехіко (посольство)

- США, Вашингтон (посольство)
  - Лос-Анжелес (генеральне консульство)

## Азія
- Японія, Токіо (посольство)
- Республіка Китай, Тайбей (посольство)
- ОАЕ, Абу-Дабі (посольство)

## Міжнародні організації
- Брюссель (місія при ЄС)
- Женева (постійне представництво при закладах ООН)
- Нью-Йорк (постійне представництво при ООН)
- Париж (постійне представництво при ЮНЕСКО)
- Відень (постійне представництво при ЮНІДО)
- Вашингтон (постійне представництво при ОАД)